# Chilmari
Chilmari (en bengali : চিলমারী) est une upazila du Bangladesh dans le district de Kurigram. En 2011, on y dénombrait 122 841 habitants.